# KG 1

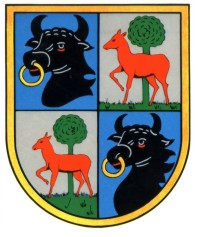

다음은 제1폭격항공단(KG 1)에 관한 설명이다.

## 창설
루프트바페의 폭격기 부대 중에서 첫 번째 숫자가 주어진 이 부대는 독일이 전쟁을 벌이기 몇 개월 전인 1939년 5월 1일 노이브란덴부르크(Neubrandenburg)에 주둔하고 있던 제152폭격항공단 힌덴부르크(Stab/KG 152 Hindenburg)의 본부대를 강화 재편성하면서 창설되었다. 원래 이 부대는 사망한 파울 폰 힌덴부르크(Paul von Hindenburg) 장군의 이름을 붙였으며 부대 엠블렘 또한 힌덴부르크 가문의 문장을 그대로 쓰고 있었다. KG 1의 초대 지휘관으로는 울리히 케슬러(Ulrich Otto Eduard Kessler : 1894~1983) 소령이 임명되었다.
제1비행대(I./KG 1)는 콜베르크(Kolberg)의 kG 152 제4비행대(IV./KG 152)가 그대로 옮겨와 편성되었고 여기에는 하인켈 He 111E 폭격기가 배치되었는데, 중기형의 특징인 게단식 콕핏이 적용되어 이후 취역한 He 111P형의 총알형 기수와 한눈에 구별된다. 비행대의 초대 지휘관은 로베르트 크라우스(Robert Krauß : 1894~1953) 대위가 지휘했다.
제2비행대(II./KG 1)는 슐레지엔의 브레슬라우 쇤가르텐(현재는 폴란드의 코페르니쿠스 브로츠와프 공항)에서 해체된 I./KG 152에서 결성되었다. 이 비행단은 새 부대로 재편성되기 전에 잠시 제3훈련항공단(Lehrgeschwader)으로 활동하기도 했었다. 2비행대는 1939년 9월 18일에 편성되었으며, 이때는 이미 나치 독일이 전쟁을 일으킨 뒤였고 지휘는 베노 코슈(Benno Kosch) 중위가 맡고 있었다.
두 비행대는 1939년 12월 1일에 제3비행대 창설을 위한 인력을 제공했고, 신편성 비행대는 오토 슈넬레(Otto Schnelle) 소령의 지휘를 받았다. 본부대와 비행대들은 1939년 여름 내내 지독한 맹훈련에 시달리다가 전쟁에 참가했다. KG 1은 개전 싯점에서는 1개 비행대만 활동했고, 나머지 훈련을 덜 마친 신참들은 콜베르크에 더 남아있었다.

## 운영 내역
KG 1은 콜베르크에서 제2비행사단 에하 부대로 알렉산더 뢰르(lexander Löhr : 1885~1947) 소장이 지휘하는 제4항공함대(Luftflotte 4) 소속 부대로 배치되었다. 콜베르크에 있던 He 111E도 훈련을 마치는대로 뢰르 소장에게 종속되었다. 1939년 9월 14일, 둘 다 알베르트 케셀링(Albert Kesselring : 1885~1960) 장군이 지휘하는 제1항공함대의 지휘를 받는 제1비행사단으로 이관되었다. 이때 부대는 합계 47대의 He 111 폭격기와 기타 항공기 41대로 전투 준비가 완료되었다. 뢰르 소장은 729대의 항공기로 지휘하여 폴란드 침공을 시작했는데, 이 싯점에서 KG 1은 9개 본부대는 모두 임전 태세를 갖추고 있었고 각 편대의 지휘기에는 통신 기능이 보강된 He 111H의 개조형을 갖추고 있었다.

## 폴란드 침공과 앉은뱅이 전쟁
개전을 앞둔 KG 1은 발트해 연안에 기지를 두고 제4군의 폴란드 회랑 침공과 그디니아 점령, 그리고 동프로이센에서 진격하는 제3군을 지원하는 것이 임무였다. 1939년 9월 1일, 독일군이 침공을 개시했다. 루프트바페는 폴란드의 심장인 바르샤바에 대한 대규모 공습을 계획했고, 이 임무는 바서칸테 작전(Operation Wasserkante)으로 명명되었다. 이 작계는 독일군 총참모부가 불만을 제기한 뒤 수정된 데다가 제4항공함대는 그날 이른 아침 비행장을 뒤덮은 짙은 안개로 인해 발진에 큰 방해를 받았다. 그럼에도 불구하고, I./KG 1은 제 시간에 이륙한 4개의 비행대 중 하나였다. 이들은 푸크(Puck) 루미아(Rumia)와 토룬(Toruń) 비행장에 공습을 가했다. 또한 코시에르치나(Kościerzyna)와 스타로가르드 그단스키(Starogard Gdański)의 폴란드 육군 행렬에도 폭격을 퍼부었다. 9월 3일, 비드고슈츠(Bydgoszcz)와 단치히(Danzig)의 폴란드군 주둔지와 군용 시설도 폭격당했는데, 필시 교통 중심지인 비드고시슈츠 기차역이 목표였을 것이다. KG 1은 같은 날 폴란드 해군도 공격했다. 이 기습은 슈투카를 장비한 임멜만 폭격항공단(II./StG 2)과 제1훈련항공단(IV./LG 1)과 연합하여 치밀하게 목표와 폭격 순서를 지정해 군항에 계류된 군함들의 머리 위로 폭탄을 떨궜다. 어뢰정 마주르(Mazur)와 보급함 뉴렉(Nurek)이 단숨에 가라앉았고 구축함 위처(Wicher)와 기뢰부설함 그리프(Gryf)가 타격을 입고 검은 연기를 뿜자 뒤이어 발터 하겐(Walter Hagen) 소령이 인솔하여 칼리닌그라드 비행장에서 날아온 제186함상비행대(TrGr 186)의 슈투카 B형들이 250 kg 폭탄으로 숨통을 끊어버렸다.
9월 4일 토룬과 비드고슈츠 지역의 목표들이 다시 공격당했고, 두 차례에 걸친 공습으로 목표들을 날려버린 항공단은 브란덴부르크의 지텐(Ziethen)으로 이동했다. 새로운 기지에서 9월 5일 바르샤바 북동부, 다음날엔 쿠트노 북동부 철도 차단 작전을 수행했다. 9월 8일, 라바-루스카 선로를 따라 폴란드 교통에 대한 도로 및 철도 차단 임무가 수행되었다. 이 임무를 끝낸 부대는 그날 쇤가르텐으로 돌아와 9월 12일까지 비스툴라 동쪽의 목표물을 향해 쉬지 않고 오가며 폭탄과 기총소사를 퍼부었다. 일자(Iłża) 지역으로 출격했을 때는 II./KG 26과 I./KG 53, 그리고 I./KG 2와 함께 폴란드 예비군 병력을 해산시키기 위한 공격을 했고, 이어서 라돔 전투(Battle of Radom)에 참가했다. 이 작전에서 뢰르 소장은 고폭탄을 사용하지 않고 소이탄을 사용해 모종의 충격 효과를 노렸다.
KG 1은 또한 브주라 전투(Battle of Bzura)에서도 폴란드군 병력이 모여 있는 집결지를 폭격해 많은 인명피해를 입혔다. 피아텍(Piątek)은 9월 13일에 KG 1의 표적이 되었다. 9월 14일 KG 1은 다시 제1항공함대의 지휘를 받아 브루노 로에르처(Bruno Loerzer) 장군과 제1비행사단이 폴란드 남부에서 KG 26과 KG 55와 함께 제14군의 공격을 지원했다. 9월 15일 이 작전에서 KG 1은 코웰 근처의 철도를 폭격하고 크로스노(Krosno)로 이동했다. 1939년 9월 16일 코웰과 루츠크 사이의 철도 교통을 완전히 끊어져버렸다. 항공단은 9월 21일에 폴란드 전역에서 완전히 철수했다.
I./KG 1은 앉은뱅이 전쟁에서 지루한 나날을 훈련으로 보냈다. 1939년 10월 16일 파스베르크(Faßberg) 공군 기지로 옮겼다가 11월 10일에는 기센(Giessen)으로 이전했다. 기센에서 제2비행중대는 기뢰 투하 훈련을 했고 1940년 2월 21일에 제126폭격비행단(Kampfgruppe 126)의 핵이 되기 위해 떠났다. 그 후 이 부대는 제26폭격항공단 제3비행대(III./KG 26)로 개명되었다. 당시 I.KG1은 공중보급 훈련을 시작한 제4폭격항공단(KG 4)을 대체했다. I.KG 1은 2월 10일에 훈련을 시작했다. 당시 기뢰 부설이란 2선급 부대나 맡는 임무가 맡겨진 원인은 따로 있었다. 그 무렵 전공에 안달이 난 헤르만 괴링은 프랑스 공격을 시작하기 전까지 영국 제도의 항구들을 집중 폭격하게 해달라는 요청을 히틀러에게 하고 있었는데, 총통은 그걸 거절했기 때문이다. 히틀러 그 대신 영국이 도버 해협을 오가는 해상 항로에 대한 공격을 요구하는 제9호 명령을 발표했다. 루프트바페는 육상 공세가 시작되기 전까지 해상 항로를 차단하기 위한 기뢰 부설 작전에 집중하기로 되어 있었다. 제2비행중대는 나중에 노르트하우젠에서 재건되었다. 1940년 3월 25일부터 제1비행대는 프랑스 동부의 도시 상공을 날면서 전단을 뿌리는 심리전에 투입되었다.
반면, 제2비행대는 9월 21일 노이브란덴부르크, 10월 1일 델멘호르스트로 기지를 옮기면서 1940년 4월까지 훈련을 계속했다. 1939년 10월 16일부터 뤼네부르크에 본부를 두고 있던 그들은 1940년 4월 20일부터 프랑스 상공에서 정찰과 전단 투하를 시작했다. 1940년 5월 9일에는 헤센에 있는 키르토르프() 비행장으로 이전하였다. 제3비행대는 1940년 동안 훈련을 거듭하면서 겨울을 났다. 이들이 완전히 작전 태세를 갖춘 것은 1940년 2월 2일 노르트하우젠으로 옮겨갔을 때였다. 1940년 4월 20일부터는 3비행대도 프랑스 동부 상공을 날며 야간 정찰과 전단을 뿌리는 임무도 수행했다.
KG 1의 가장 규모가 작은 부대인 본부 비행대는 1939년 9월 1일 개전 당시 비스툴라 강을 따라 목표물을 향해 비행했다. 이후 9월 4일 콜베르크에서 지텐으로 이동했고 9월 8일에 브레슬라우에서 제4항공함대의 지휘 하에 놓였다. 9월 10일에 브주라 전투에 참가했으나 9월 14일부로 제2비행사단으로 배속되었다. 노이브란덴부르크로 이전한 뒤 그들은 9월 20일부터 제1항공함대 예하의 제1비행사단 부대가 되었다. 10월 1일부터 델멘호르스트, 10월 16일부터 뤼네부르크, 그리고 1939년 11월 10일에 기센에 근거지를 두었다.